# Óxido de tecnécio(VII)
Óxido de tecnécio(VII) é o composto de fórmula Tc2O7. Este sólido amarelo volátil é um dos raros exemplos de óxidos binários moleculares de metal, grupo do qual também fazem parte tetróxido de rutênio (RuO4), tetróxido de ósmio (OsO4) e o composto instável óxido de manganês (VII) (Mn2O7). O óxido de tecnécio (VII) adota uma estrutura centrossimétrica bi-tetraedral compartilhando uma aresta em que as ligações terminais Tc-O medem 167pm, as ligações na ponte Tc-O-Tc medem 184pm e o ângulo O-Tc-O mede 180°.
O óxido é preparado pela oxidação de tecnécio a 450-500 °C:
2 Tc  +  3.5 O2  →  Tc2O7
Ele é o anidrido do ácido pertecnécico e o precursor do pertecnato de sódio:
Tc2O7  +  2 NaOH  →  2 NaTcO4  +  H2O